# Białousy
Białousy [pronunciación en polaco: /bjawɔˈnosɨ/] es un pueblo en el distrito administrativo de Gmina Janów, dentro del Distrito de Sokółka, Voivodato de Podlaquia, en el noroeste de Polonia. Se encuentra aproximadamente 6 kilómetros al sur de Janów, 18 kilómetros al oeste de Sokółka, y 34 kilómetros al norte de la capital regional, Białystok.
El pueblo tiene una población de 300.